# IC 2437
IC 2437 ist eine linsenförmige Galaxie vom Hubble-Typ E-S0 im Sternbild Wasserschlange südlich der Ekliptik. Sie ist schätzungsweise 226 Millionen Lichtjahre von der Milchstraße entfernt.
Das Objekt wurde am 23. Februar 1898 von Herbert Howe entdeckt.